# 维希曼·陶马什
维希曼·陶马什（匈牙利語：Wichmann Tamás，1948年2月4日—2020年2月12日），匈牙利男子皮划艇运动员。他曾代表匈牙利参加1968年、1972年、1976年和1980年夏季奥林匹克运动会皮划艇比赛，共获得二枚银牌和一枚铜牌。